# Mistrzostwa Świata Wojskowych w Lekkoatletyce 2009
43. Mistrzostwa Świata Wojskowych w Lekkoatletyce – międzynarodowe zawody lekkoatletyczne dla sportowców – żołnierzy zorganizowane między 9 a 11 czerwca 2009 roku w Sofii. W imprezie wystartowali reprezentanci 37 krajów z całego świata. Areną zmagań lekkoatletów był Stadion Narodowy im. Wasyla Lewskiego. W klasyfikacji medalowej triumfowali reprezentanci Polski.

## Rezultaty

### Mężczyźni
| Konkurencja           | Złoto                                                                      | Złoto    | Srebro                                                                               | Srebro   | Brąz                                                                        | Brąz     |
| --------------------- | -------------------------------------------------------------------------- | -------- | ------------------------------------------------------------------------------------ | -------- | --------------------------------------------------------------------------- | -------- |
| 100 m                 | Samuel Francis · Katar                                                     | 10,23    | Ryan Moseley · Austria                                                               | 10,30    | Emanuele Di Gregorio · Włochy                                               | 10,32    |
| 200 m                 | Simone Collio · Włochy                                                     | 20,84    | Eddy De Lepine · Francja                                                             | 20,91    | Bruno Pachero · Brazylia                                                    | 20,94    |
| 400 m                 | Piotr Klimczak · Polska                                                    | 46,52    | Marcin Marciniszyn · Polska                                                          | 46,62    | Wallace Vieira · Brazylia                                                   | 46,71    |
| 800 m                 | Bram Som · Holandia                                                        | 1:46,98  | Mouhcine el Amine · Maroko                                                           | 1:47,63  | Sajjad Moradi · Iran                                                        | 1:47,86  |
| 1500 m                | Abdelkhader Bakhtache · Francja                                            | 3:43,60  | Samir Khadar · Algieria                                                              | 3:44,08  | Mohammed Hajjaj · Maroko                                                    | 3:44,93  |
| 5000 m                | James Kwalia · Katar                                                       | 13:52,62 | Essa Rashed · Katar                                                                  | 13:56,53 | Rabah Aboud · Algieria                                                      | 14:01,26 |
| 10000 m               | Essa Rashed · Katar                                                        | 29:13,47 | Abraham NiyomKuru · Francja                                                          | 29:37,14 | Lakhdar Hacheni · Tunezja                                                   | 29:42,11 |
| 110 m przez płotki    | Gregory Sedoc · Holandia                                                   | 13,47    | Ji Wei · Chiny                                                                       | 13,56    | Yin Jing · Chiny                                                            | 13,64    |
| 400 m przez płotki    | Christian Grossenbacher · Szwajcaria                                       | 51,26    | Thiago Sales · Brazylia                                                              | 51,38    | Nathaniel Garcia · Stany Zjednoczone                                        | 51,82    |
| 3000 m z przeszkodami | Abdelkader Hachlaf · Maroko                                                | 8:35,00  | Nakhlouh Rabie · Algieria                                                            | 8:35,73  | Abubaker Ali Kamel · Katar                                                  | 8:36,87  |
| 4 x 100               | Brazylia · Oliveira Renan · Bruno Pachero · Rodrigo Pereira · Nílson André | 40,00    | Polska · Piotr Rysiukiewicz · Łukasz Chyła · Marcin Jędrusiński · Kamil Masztak      | 40,28    | Belgia · Damien Broothaerts · Adrien Deghelt · Dennis Goossens · Kevin Rans | 40,36    |
| 4 x 400               | Algieria · Rahmani Miloud · Faycal Doukhi · Chelifi Faycal · Lamada Hocine | 3:07,95  | Polska · Daniel Dąbrowski · Piotr Rysiukiewicz · Piotr Klimczak · Marcin Marciniszyn | 3:08,20  | Brazylia · Thiago Sales · Silva Stefany · Wanger Cardoso · Wallace Vieira   | 3:11,52  |
| Skok wzwyż            | Artiom Zajcew · Białoruś                                                   | 2,26     | Andrea Bettinelli · Włochy                                                           | 2,23     | Peter Horák · Słowacja                                                      | 2,20     |
| Skok o tyczce         | Kevin Rans · Belgia                                                        | 5,55     | Giorgio Piantella · Włochy                                                           | 5,55     | Dennis Goossens · Belgia                                                    | 5,55     |
| Skok w dal            | Yu Zhenwei · Chiny                                                         | 7,83     | Mohammad Avzandeh · Iran                                                             | 7,70     | Boris Bożinow · Bułgaria                                                    | 7,68     |
| Trójskok              | Momcził Karailiew · Bułgaria                                               | 17,22    | Ibrahim Mohamaden · Katar                                                            | 16,47    | Mohammed Abdulaziz · Katar                                                  | 16,17    |
| Pchnięcie kulą        | Ralf Bartels · Niemcy                                                      | 20,33    | Miroslav Vodovnik · Słowenia                                                         | 19,67    | Andrej Siniakou · Białoruś                                                  | 19,59    |
| Rzut dyskiem          | Piotr Małachowski · Polska                                                 | 64,94    | Musab Momani · Jordania                                                              | 62,36    | Giovanni Faloci · Włochy                                                    | 61,77    |
| Rzut młotem           | Pawieł Krywicki · Białoruś                                                 | 78,98    | Marco Lingua · Włochy                                                                | 78,80    | Nicola Vizzoni · Włochy                                                     | 78,06    |
| Rzut oszczepem        | Matthias De Zordo · Niemcy                                                 | 79,92    | Mark Frank · Niemcy                                                                  | 77,76    | Robert Szpak · Polska                                                       | 77,50    |

### Kobiety
| Konkurencja        | Złoto                       | Złoto    | Srebro                            | Srebro   | Brąz                        | Brąz     |
| ------------------ | --------------------------- | -------- | --------------------------------- | -------- | --------------------------- | -------- |
| 100 m              | Inna Eftimowa · Bułgaria    | 11,49    | Bettina Müller-Weissina · Austria | 11,53    | Marika Popowicz · Polska    | 11,57    |
| 200 m              | Marta Jeschke · Polska      | 23,31    | Marika Popowicz · Polska          | 23,32    | Inna Eftimowa · Bułgaria    | 23,59    |
| 400 m              | Libania Grenot · Włochy     | 51,29    | Wania Stambołowa · Bułgaria       | 51,47    | Claudia Hoffmann · Niemcy   | 52,65    |
| 800 m              | Elodie Guegan · Francja     | 2:02,38  | Sylwia Ejdys · Polska             | 2:02,76  | Halima Hachlaf · Maroko     | 2:02,86  |
| 1500 m             | Sylwia Ejdys · Polska       | 4:17,78  | Sophie Duarte · Francja           | 4:19,89  | Nadia Moujani · Maroko      | 4:23,90  |
| 5000 m             | Federica Dal Ri · Włochy    | 15.57,20 | Chen Xiaofang · Chiny             | 16.03,75 | Halima Hachlaf · Maroko     | 16.10,51 |
| 400 m przez płotki | Wania Stambołowa · Bułgaria | 55,30    | Benedetta Ceccarelli · Włochy     | 57,67    | Madelene Rondón · Wenezuela | 57,77    |
| Skok wzwyż         | Wenelina Wenewa · Bułgaria  | 1,88     | Mirela Demirewa · Bułgaria        | 1,85     | Gu Xuan · Chiny             | 1,80     |
| Skok w dal         | Nina Kolarič · Słowenia     | 6,55     | Vanessa Selles · Brazylia         | 6,30     | Petja Daczewa · Bułgaria    | 6,25     |

## Klasyfikacja medalowa
| Klasyfikacja medalowa | Klasyfikacja medalowa | Klasyfikacja medalowa | Klasyfikacja medalowa | Klasyfikacja medalowa | Klasyfikacja medalowa |
| --------------------- | --------------------- | --------------------- | --------------------- | --------------------- | --------------------- |
| Miejsce               | Kraj                  | Złoto                 | Srebro                | Brąz                  | Razem                 |
| 1.                    | Polska                | 4                     | 5                     | 2                     | 11                    |
| 2.                    | Bułgaria              | 4                     | 2                     | 3                     | 9                     |
| 3.                    | Włochy                | 3                     | 4                     | 3                     | 10                    |
| 4.                    | Katar                 | 3                     | 2                     | 2                     | 7                     |
| 5.                    | Francja               | 2                     | 3                     | 0                     | 5                     |
| 6.                    | Niemcy                | 2                     | 1                     | 1                     | 4                     |
| 7.                    | Białoruś              | 2                     | 0                     | 1                     | 3                     |
| 8.                    | Holandia              | 2                     | 0                     | 0                     | 2                     |
| 9.                    | Brazylia              | 1                     | 2                     | 3                     | 6                     |
| 10.                   | Chiny                 | 1                     | 2                     | 2                     | 5                     |
| 11.                   | Algieria              | 1                     | 2                     | 1                     | 4                     |
| 12.                   | Maroko                | 1                     | 1                     | 4                     | 6                     |
| 13.                   | Słowenia              | 1                     | 1                     | 0                     | 2                     |
| 14.                   | Belgia                | 1                     | 0                     | 2                     | 3                     |
| 15.                   | Szwajcaria            | 1                     | 0                     | 0                     | 1                     |
| 16.                   | Austria               | 0                     | 2                     | 0                     | 2                     |
| 17.                   | Iran                  | 0                     | 1                     | 1                     | 2                     |
| 18.                   | Tunezja               | 0                     | 0                     | 1                     | 1                     |
| 18.                   | Stany Zjednoczone     | 0                     | 0                     | 1                     | 1                     |
| 18.                   | Słowacja              | 0                     | 0                     | 1                     | 1                     |
| 18.                   | Wenezuela             | 0                     | 0                     | 1                     | 1                     |

## Rekordy podczas zawodów
Podczas 43. mistrzostw świata wojskowych ustanowiono 2 krajowe rekordy w kategorii seniorów:
| Zawodnik     | Reprezentacja | Konkurencja   | Rezultat |
| ------------ | ------------- | ------------- | -------- |
| Aziz Ouhadi  | Maroko        | Bieg na 100 m | 10,25    |
| Musab Momani | Jordania      | Rzut dyskiem  | 62,36    |